# Canaralele de la Hârșova (sit SPA)
Canaralele de la Hârșova este un arie de protecție specială avifaunistică - SPA (sit Natura 2000) situată în sud-estul României, pe teritoriile administrative ale județelor Constanța și Ialomița.

## Localizare
Aria naturală se află în extremitatea nord-estică a județului Ialomița și cea nord-vestică a județului Constanța, în imediata apropiere a  drumului național DN2A, care leagă municipiul Slobozia de orașul Ovidiu.

## Descriere
Zona a fost declarată Arie de Protecție Specială Avifaunistică prin Hotărârea  de Guvern nr. 1284 din 24 octombrie 2007 (privind declararea ariilor de protecție specială avifaunistică ca parte integrantă a rețelei ecologice europene Natura 2000 în România) și se întinde pe o suprafață de 7.406 hectare. 
Pe suprafața teritorială a sitului se află rezervația naturală Canaralele de la Hârșova (monument al naturii), abrupturi stâncoase constituite din calcare atribuite perioadei geologice a jurasicului, în substratele cărora au fost identificate importante depozite cu resturi fosile de spongieri și corali.

## Biodiversitate
Aria protejată (încadrată în bioregiunea geografică stepică) reprezintă o zonă naturală (lacuri, râuri, stepe, terenuri arabile cultivate, pajiști naturale, pășuni, păduri de foioase, păduri în tranziție) ce adăpostește și asigură condiții de hrană, cuibărit și viețuire pentru mai multe specii de păsări migratoare, de pasaj sau sedentare (unele protejate prin lege).

### Păsări

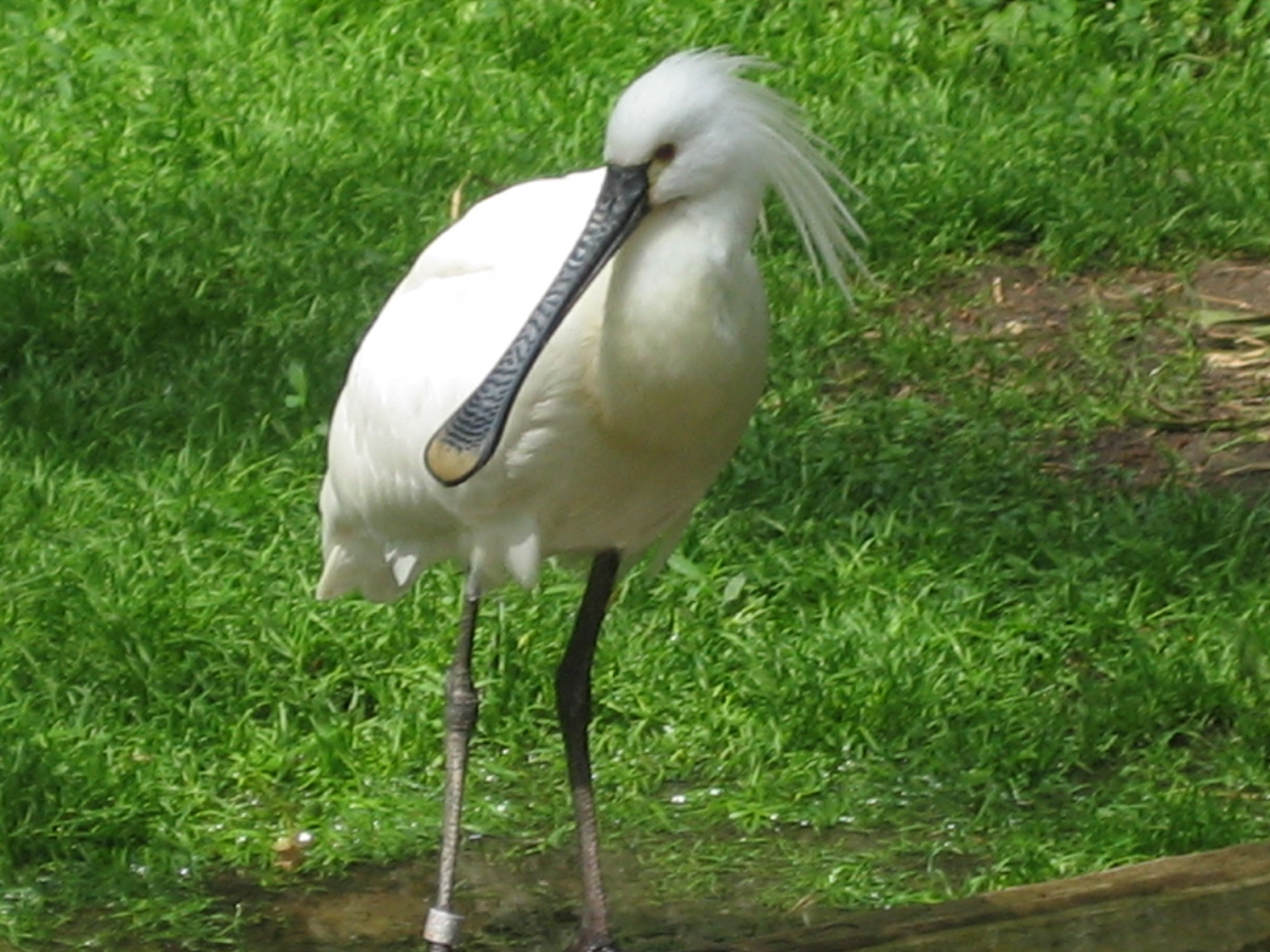
Lopătar (Platalea leucorodia)

În arealul sitului este semnalată prezența mai multor păsări de pasaj, cu specii de: egretă mare (Egretta alba), egretă mică (Egretta garzetta), cormoran mic (Phalacrocorax pygmeus) sau cormoran mare (Phalacrocorax carbo),  pescăruș râzător (Larus ridibundus), stârc galben (Ardeola ralloides), stârc cenușiu (Ardea cinerea), lișiță (Gallinula chloropus), țigănuș (Plegadis falcinellus), pelican comun (Pelecanus onocrotalus), lopătar (Platalea leucorodia) sau barză albă (Ciconia ciconia); specii cuibăritoare: vânturel de seară (Falco vespertinus), ciocănitoarea verzuie (Picus canus), dumbrăveancă (Coracias garrulus), șerpar (Circaetus gallicus), acvilă pitică (Hieraaetus pennatus), sfrâncioc-roșiatic (Lanius collurio), ciocârlie de bărăgan (Melanocorypha calandra), ciocârlie-cu-degete-scurte (Calandrella brachydactyla), ciocănitoarea de grădină (redirecționare de la Dendrocopos syriacus) sau păsări care iernează în sit: codalb (Haliaeetus albicilla) și gâsca cu piept roșu (Branta ruficollis).

## Căi de acces
- Drumul național DN2A pe ruta: Ovidiu -  Mihail Kogălniceanu - Dorobanțu - Crucea - Ciobanu - Hârșova
- Drumul național DN2A pe ruta: Slobozia - Țăndărei - Hârșova